# Мутный Тепляк
Мутный Тепляк (Гузерипль адыг. Гъузэрыплъэ, Тепляки) — горная река в России, протекает по территории Майкопского района Адыгеи.
Устье реки находится на 1,5 км по левому берегу реки Армянки. Длина реки — 13,5 км, площадь водосборного бассейна — около 34 км².

## Данные водного реестра
По данным государственного водного реестра России относится к Кубанскому бассейновому округу, водохозяйственный участок реки — Белая. Речной бассейн реки — Кубань.
Код объекта в государственном водном реестре — 06020001112108100004380.